# (3714) Kenrussell
(3714) Kenrussell es un asteroide perteneciente al cinturón de asteroides, descubierto el 12 de octubre de 1983 por Edward Bowell desde la Estación Anderson Mesa (condado de Coconino, cerca de Flagstaff, Arizona, Estados Unidos).

## Designación y nombre
Designado provisionalmente como 1983 TT1. Fue nombrado Kenrussell en honor al astrónomo australiano Kenneth S. Russell.